# Parigi, 13Arr.
Parigi, 13Arr. (Les Olympiades) è un film del 2021 diretto da Jacques Audiard.
È l'adattamento cinematografico dei racconti a fumetti Amber Sweet e Morire in piedi, contenuti nel graphic novel Morire in piedi (2015) di Adrian Tomine, e di Hawaiian Getaway, contenuto in Summer Blonde (2002), dello stesso autore.

## Trama
La pellicola si sviluppa in un arco temporale di qualche mese e si sofferma sulla vita di alcuni giovani lavoratori del quartiere parigino di Les Olympiades. Émilie, che lavora in un call-center, cerca un coinquilino con cui dividere la casa della nonna malata di Alzheimer. Trova Camille, giovane insegnante di lettere, con cui ha una relazione sessuale. Alle loro vite si intreccia quella di Nora, arrivata a studiare legge da Bordeaux dove lavorava come agente immobiliare, a cui è concatenata la storia di Amber Sweet, una sex worker.

## Produzione
Il film è stato girato tra settembre e dicembre 2020, in piena emergenza sanitaria, nel quartiere delle Olympiades, nel 13º arrondissement. La decisione di utilizzare il bianco e nero è stata una precisa consegna del regista al direttore della fotografia, che gli ha richiesto di girare «in un bianco/nero brillante come le fotografie di Anders Petersen».

## Promozione
La prima clip del film è stata diffusa online l'11 luglio 2021, seguita il giorno seguente dal trailer.

## Distribuzione
Il film è stato presentato in anteprima il 14 luglio 2021 in concorso alla 74ª edizione del Festival di Cannes ed è stato distribuito nelle sale cinematografiche francesi e belghe (da parte di Memento Distribution) a partire dal 3 novembre 2021.
In Italia è uscito il 24 marzo 2022 con Europictures e Virtuose Pictures, in collaborazione con Cine1 Italia.

## Riconoscimenti
- 2021 - Festival di Cannes
  - In concorso per la Palma d'oro
- 2022 – Premio César
  - Candidatura per la migliore promessa femminile a Lucie Zhang
  - Candidatura per la migliore promessa maschile a Makita Samba
  - Candidatura per il miglior adattamento a Céline Sciamma, Léa Mysius e Jacques Audiard
  - Candidatura per la migliore fotografia a Paul Guilhaume
  - Candidatura per la migliore musica da film a Rone
- 2022 – Premio Lumière
  - Candidatura per il miglior regista a Jacques Audiard
  - Candidatura per la migliore promessa femminile a Lucie Zhang
  - Candidatura per la migliore promessa maschile a Makita Samba